# David Lovering
David Lovering (Burlington, 6 dicembre 1961) è un batterista statunitense, membro dei Pixies.

## Biografia
Originario del Massachusetts, nel 1986 conosce Charles "Black Francis" Thompson e Joey Santiago e diventa membro dei Pixies. 
Fino al 1991 il gruppo ha registrato cinque album in studio e nel 1993 la band si è sciolta.
Dopo lo scioglimento dei Pixies, ha collaborato con The Martinis, Cracker, Nitzer Ebb, Tanya Donelly e altri.
Ha intrapreso anche l'attività di mago con lo pseudonimo The Scientific Phenomenalist.
Nel 2004 ha preso parte alla reunion dei Pixies.

## Discografia

### Pixies
- Come on Pilgrim (1987)
- Surfer Rosa (1988)
- Doolittle (1989)
- Bossanova (1990)
- Trompe le Monde (1991)
- Indie Cindy (2014)
- Beneath the Eyrie (2019)
- Doggerel (2022)

### Altro
- Lovesongs for Underdogs (Tanya Donelly, 1997)
- The Smitten Sessions (The Martinis, 2004)
- Avatar (The Everybody, 2009)